# Amtsbezirk Hainburg
Der Amtsbezirk Hainburg war um die Mitte des 19. Jahrhunderts eine Verwaltungseinheit im Viertel unter dem Wienerwald in Niederösterreich.
Der Amtsbezirk war der Kreisbehörde in Wiener Neustadt unterstellt und besorgte deren Amtsgeschäfte vor Ort. Die Zuständigkeit erstreckte sich neben Hainburg an der Donau auf die damaligen Gemeinden Deutsch-Altenburg, Berg, Elend, Deutsch Haslau, Kroatisch Haslau, Hollern, Hundsheim, Petronell, Prellenkirchen, Regelsbrunn, Scharndorf, Schönabrunn, Wildungsmauer und Wolfsthal.
Der Amtsbezirk umfasste dabei 15 Gemeinden mit 11.888 Einwohnern (lt. Zählung von 1851).